# Mathias Bregnhøj
Mathias Bregnhøj, né le 11 novembre 1995 à Vejle, est un coureur cycliste danois. Il est membre de l'équipe Riwal.

## Biographie
Mathias Bregnhøj commence sa carrière cycliste au Vejle Cykel Klub, dans sa ville natale. 
En 2017, il intègre l'équipe continentale BHS-Almeborg Bornholm. Deux ans plus tard, il se classe seizième du Tour du Danemark. Il rejoint ensuite la formation Riwal en 2022. Bon grimpeur, il obtient diverses places d'honneur dans des courses UCI en Norvège. Il se distingue également sur le territoire français en terminant huitième du Circuit des Ardennes, quinzième du Tour de l'Ain, seizième du Tour de Norvège ou encore dix-septième du Tour des Alpes-Maritimes et du Var.

## Palmarès
- 2019
  - 3e du championnat du Danemark du contre-la-montre par équipes
- 2020
  - 1re étape du Randers Bike Week
- 2022
  - 3e du Sundvolden GP
- 2023
  - Classement général de l'Olympia's Tour
  - Circuit des Ardennes international : 
    - Classement général
    - 2e étape

  - 2e étape de la Flèche du Sud
  - 2e du Sundvolden GP
- 2024
  - 2e du Circuit des Ardennes
  - 3e de la Classica da Arrábida
  - 3e du Grande Prémio Douro Internacional
- 2025
  - 2e du Tour de Kumano
  - 3e du Tour de Mersin

## Classements mondiaux
| Année                                 | 2019  | 2020  | 2021  | 2022 | 2023 | 2024 |
| ------------------------------------- | ----- | ----- | ----- | ---- | ---- | ---- |
| Classement mondial                    | 2589e | 1721e | 2068e | 631e | 322e | 623e |
| UCI Europe Tour                       | 1638e | 1273e | 1403e | 489e | nc   | nc   |
|                                       |       |       |       |      |      |      |
| Légende : nc = non classéSource : UCI |       |       |       |      |      |      |